# Gloeophyllum
Genre
Gloeophyllum est un genre de champignons lignivores.
Espèce type : le lenzite des clôtures (Gloeophyllum sepiarium)
Le mycélium forme le champignon qui sert de substrat et n’apparaît généralement pas en surface comme le mycélium  visible. On peut toutefois en observer entre des planches étroitement assemblées ou dans des fissures du bois.
Deux espèces de lenzites détruisent avant tout les bois de construction à l’extérieur, il s’agit du lenzite des clôtures (Gloeophyllum sepiarium) et du lenzite des sapins (Gloeophyllum abietinum). Ces lenzites sont des champignons lignivores typiques de bois de résineux et apparaissent rarement sur des bois de feuillus.
Sporophores : plusieurs formes, plutôt de petites tailles ; ils se forment surtout dans les fissures d'assèchement et sur les faces frontales des bois attaqués.
Conditions de développement : température de 5 à 35 °C, optimum de 29 à 30 °C.
Humidité du bois : 38 % environ.
Destruction du bois : s’attaque surtout au bois de résineux.

## Origine et causes
À l’air libre, sur le bois construit (palissades, clôtures, poteaux, caisses à fleurs et balcons). Les fenêtres abandonnées sont attaquées par les lenzites.

## Importance économique
Difficilement appréciable.